# Major Indoor Lacrosse League sezon 1991
Sezon rozpoczął się 29 grudnia 1990 roku, a zakończył 6 kwietnia 1991 roku. Od tego sezonu władze MILL postanowiły podzielić zespoły do dwóch dywizji: Narodowej i Amerykańskiej. W tym sezonie również po raz pierwszy rozegrano All-Star Game, w której dywizja Narodowa pokonała dywizje Amerykańską 25-20. Był to piąty sezon zawodowej ligi lacrosse (licząc sezony EPBLL). Mistrzem sezonu została drużyna Detroit Turbos.

## Wyniki Sezonu
W – Wygrane, P – Przegrane, PRC – Liczba wygranych meczów w procentach, GZ – Gole zdobyte, GS – Gole stracone
| Kwalifikacja do playoffs |

| Dywizja Narodowa    |   |   |       |     |     |
| Drużyna             | W | P | PRC   | GZ  | GS  |
| Detroit Turbos      | 8 | 2 | 0.800 | 184 | 136 |
| Pittsburgh Bulls    | 3 | 7 | 0.300 | 125 | 158 |
| New England Blazers | 3 | 7 | 0.300 | 109 | 136 |

| Dywizja Amerykańska |   |   |       |     |     |
| Drużyna             | W | P | PRC   | GZ  | GS  |
| Baltimore Thunder   | 6 | 4 | 0.600 | 156 | 157 |
| New York Saints     | 5 | 5 | 0.500 | 146 | 131 |
| Philadelphia Wings  | 5 | 5 | 0.500 | 129 | 131 |

### Finał
- Detroit Turbos 14 – Baltimore Thunder 12

## Nagrody
| Nagroda                    | Zwycięzca | Drużyna        |
| -------------------------- | --------- | -------------- |
| Najlepszy debiutant sezonu | Gary Gait | Detroit Turbos |
| MVP meczu finałowego       | Gary Gait | Detroit Turbos |

### Najlepszy strzelec
- Paul Gait-Detroit Turbos: 47